# طوطی برزیلی یقه‌سیاه
 طوطی عاشق یقه‌سیاه  یا  طوطی برزیلی یقه‌سیاه  که نام دیگر آن «طوطی برزیلی لبیریایی» است و نام علمی آن Agapornis swindernianus است واین گونه در سال ۱۸۲۰م توسط طبیعی دان آلمانی «هنریک کهل» شناسایی گردید. این گونه سه زیرگونه به نام‌های علمی A.s.emini و A.s.swindernianus و A.s.zenkeri است. گونه اصلی و زیر گونه‌های آن را معمولاً از آفریقا به قاره اروپا و سایر قاره‌ها تجارت می‌کنند. خاستگاه آنان، کشور کامرون و کشور لیبریا و شرق زئیز است و پرورش آنان در سایر مناطق جهان کار دشواری است زیرا که محل زندگی طبیعی آنان جنگل‌های بارانی استوایی است و صید و انتقال آن‌ها به سایر کشورها کار دشواری است، چرا که معمولاً مدتی پس از صید، در اسارت تلف می‌شوند.
گونه اصلی این طوطی A.s.swindernianus نامیده می‌شود و خاستگاه آن کشور لیبریا است. در این گونه پرنده نر و ماده به یکدیگر شبیه هستند. رنگ پرهای بدن آن‌ها سبز است که این رنگ در منطقه گونه روشن‌تر می‌شود. در منطقه گردن، طوقی به رنگ سیاه و زرد دیده می‌شود که در پس سر به رنگ سبز در می‌آید. طول بدن پرنده ۱۳ سانتی‌متر است.
زیرگونه دیگر این پرنده به نام «کامرونی» معروف است و نام علمی آن A.s.zenkeri است و خاستگاه آن کشور کامرون در آفریقا است که از لحاظ جثه کمی بزرگ‌تر از گونه اصلی است.
زیرگونه دیگر این پرنده که نام علمی آن A.s.emini است شبیه گونه اصلی بوده و رنگ طوق گردن آن روشن‌تر بوده و نوک آن کج‌تر می‌باشد. این گونه در منطقه غرب میانی آفریقا زندگی می‌کند.

## نگارخانه

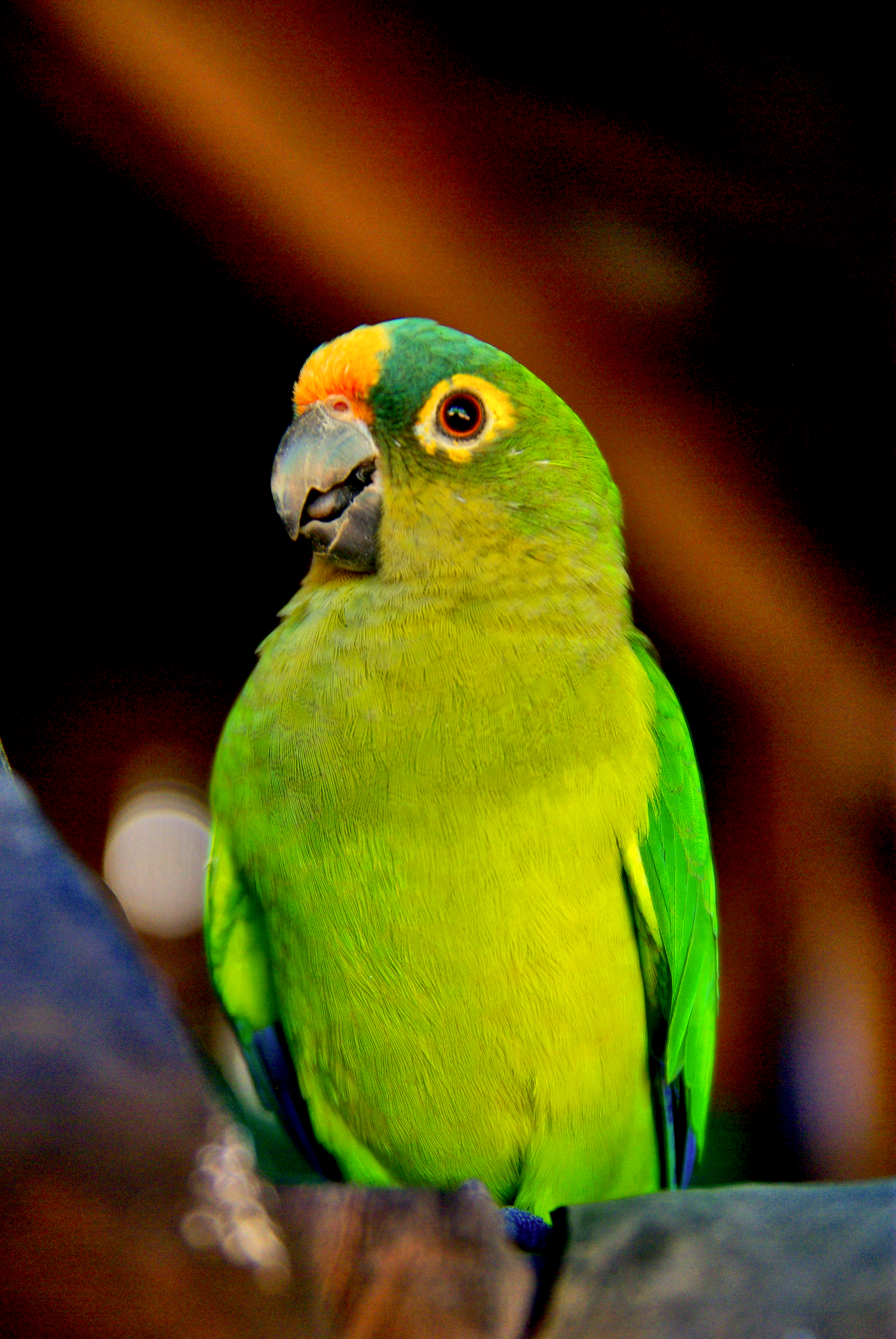
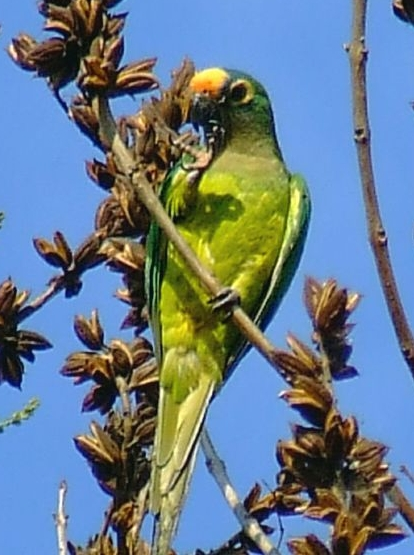